# Tiltmètre

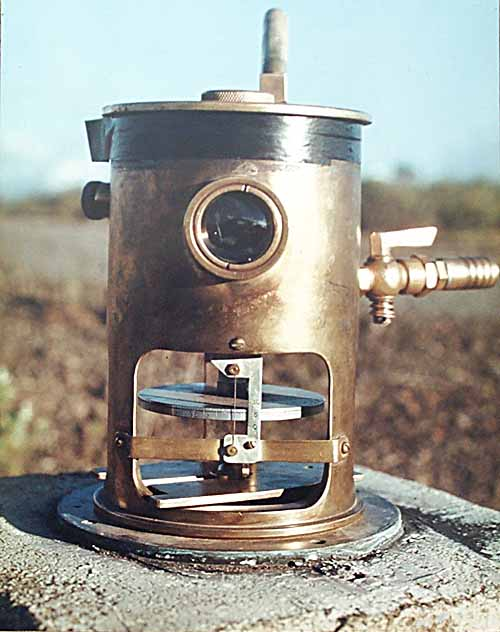
Un tiltmètre au Mauna Loa servant à prévoir les éruptions imminentes mesurant d'infimes changements dans le profil de la montagne.

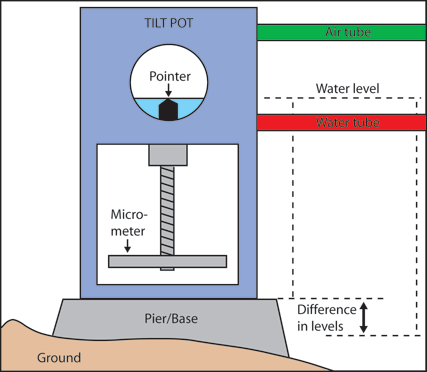
Structure interne d'un tiltmètre

Un tiltmètre est un instrument servant à mesurer d'infimes changements de l'horizontalité d'un niveau, que ce soit le sol ou une structure artificielle.

## Applications

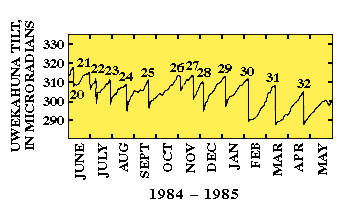
Graphique montrant le cycle dans l'inflation du Kīlauea.

Les tiltmètres sont très utilisés pour surveiller les volcans, les barrages, les risques de glissements de terrain, l'orientation et le volume des fractures hydrauliques et les fondations de nombreux bâtiments.
L'application la plus spectaculaire a lieu dans la volcanologie avec la prédiction des éruptions. Le principal volcan de l'île de Hawaï, le Kīlauea, connaît un cycle dans le remplissage de sa chambre magmatique et dans son éruption.

## Histoire
Le tiltmètre a une longue histoire, assez parallèle à celle du sismographe. Le tout premier tiltmètre était un long pendule stationnaire. Ils étaient utilisés sur les premiers barrages en béton et sont toujours en usage aujourd'hui, renforcés par des technologies plus récentes, telles que des réflecteurs laser.

## Principe
Le principe du tiltmètre est très proche de celui de l'inclinomètre. Bien qu'ils aient été utilisés dans de nombreuses applications comme la surveillance volcanique, les tiltmètres possèdent des désavantages, comme leur longueur et leur sensibilité aux courants d'air. Ils sont progressivement remplacés, même sur les barrages, par des appareils électroniques.

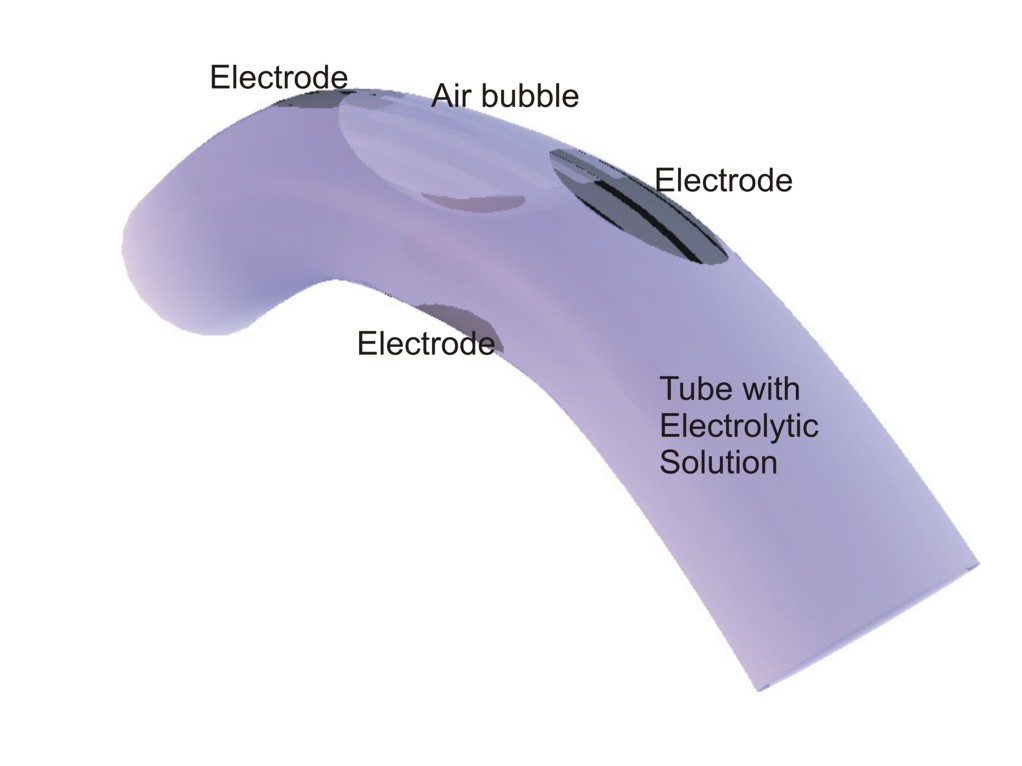
Principe du tiltmètre électronique moderne.

La surveillance volcanique et des mouvements terrestres a utilisé des tubes d'eau à base allongée. Il s'agissait d'un simple arrangement de deux récipients d'eau, reliés par un long tube rempli d'eau. Le moindre changement dans l'inclinaison est enregistré par une différence de niveau par rapport à la marque pratiquée sur les récipients. Malgré leur usage intensif à travers le monde dans les sciences de la terre, ils restent difficiles à utiliser. Par exemple, à cause de leur sensibilité aux différences de température, la lecture devait se faire au milieu de la nuit.
Le tiltmètre électronique moderne, qui remplace progressivement les autres modèles anciens, utilise un simple principe de niveau à bulle. Un système d'électrodes capte la position exacte de la bulle dans la solution électrolytique avec un fort degré de précision, capable de mesurer une variation structurelle d'un volcan d'un millimètre par kilomètre. Le moindre changement de niveau est enregistré grâce à un enregistreur standard. Ce système est quasiment insensible à la température et peut être compensé grâce à une électronique thermique intégrée. Une nouvelle technologie prévoit d'utiliser des mémoires MEMS.